# Come with Me (píseň, Ricky Martin)
Come with Me je píseň portorického popového zpěváka Rickyho Martina. Vydána byla na internetu 14. června 2013, má být součástí jeho připravovaného desátého studiového alba. Tuto elektronickou taneční skladbu produkovali Anthony Egizii a David Musumeci z Austrálie, kde Martin působil jako jeden z porotců během místní verze soutěže The Voice. Španělská verze písně byla vydána 18. července 2013, remixy od uskupení 7th Heaven vyšly 16. září 2013.